# One Kind Favor
《One Kind Favor》는 미국의 블루스 음악가 B.B. 킹의 마흔두 번째이자 마지막 스튜디오 음반이다. T 본 버넷이 프로듀싱을 맡았으며, 2008년 8월 26일 게펀 레코드에 의해 발매되었다.
이 음반은 제51회 그래미 어워드에서 최우수 전통 블루스 음반상을 수상했다.

## 배경
T 본 버넷은 프로듀서로 고용되었고, 킹 자신은 버넷의 사운드 프로덕션에 대해 "그는 제가 1950년대에 만들었던 음반의 사운드를 좋아했다"라고 말했다. 녹음 세션은 짐 켈트너와 제이 벨러로즈에 의해 트윈 드럼으로 구성되었는데, 그는 2009년 인터뷰에서 "짐은 리더 같았다"라고 회상했다. "때때로 우리는 같은 것을 연주했고, 짐이 많은 음을 연주하는 동안, 저는 단지 타악기에 제 자신을 바쳤습니다."
수록곡 중 세 곡은 로니 존슨을 녹음하는 것으로 알려진 곡의 커버였으며, 킹은 존슨에 대해 "나는 항상 로니 존슨처럼 되고 싶었고, 그가 컨트리나 재즈를 연주하더라도 그가 잘 맞는다고 생각한다"라고 말했다.

## 평가
| 전문가 평가    | 전문가 평가 |
| 총 점수        | 총 점수     |
| 출처           | 점수        |
| -------------- | ----------- |
| 메타크리틱     | 83/100      |
| 평가 점수      |             |
| 출처           | 점수        |
| All About Jazz | [ 8 ]       |
| AllMusic       | [ 9 ]       |
| World of Music | [ 10 ]      |
| Paste          | 9.2/10      |
| Rolling Stone  | [ 12 ]      |

《롤링 스톤》은 그것을 "《Singin' the Blues》와 《Lucille》과 같은 고전 음악과 함께 서 있는, 그의 경력에서 가장 강력한 스튜디오 세트들 중 하나"라고 불렀다. 《롤링 스톤》과 올뮤직은 킹의 최근 이전 음반들로부터의 스타일에서 벗어난, 헐렁한 사운드와 게스트 출연의 부족에 대해 논평하였다. 둘 다 사운드의 변화에 대해 T 본 버넷의 공을 돌렸고 그의 제작에 대해 칭찬하였다. 《페이스트》의 버드 스코파는 "의도적으로, 그 음반은 83세의 킹과 그의 조연 밴드의 깊은 느낌의 기타와 보컬 연주들과 신중하게 선택된 재료들로부터 방사되는, 강렬함으로 넘쳐납니다. 그러나 그만큼 중요하게, 그것은 숨막히는 즉시성을 자랑합니다."라고 논평하였다.

## 곡 목록
| #   | 제목                                | 작사·작곡              | 재생 시간 |
| --- | ----------------------------------- | ---------------------- | --------- |
| 1.  | 〈See That My Grave Is Kept Clean〉 | 블라인드 레몬 제퍼슨   | 4:48      |
| 2.  | 〈I Get So Weary〉                  | T-본 워커              | 4:14      |
| 3.  | 〈Get These Blues Off Me〉          | 리 비다 워커           | 4:28      |
| 4.  | 〈How Many More Years〉             | 하울링 울프            | 3:06      |
| 5.  | 〈Waiting for Your Call〉           | 오스카 롤리            | 6:00      |
| 6.  | 〈My Love Is Down〉                 | 로니 존슨              | 5:20      |
| 7.  | 〈The World Is Gone Wrong〉         | 월터 빈슨, 로니 채트먼 | 4:19      |
| 8.  | 〈Blues Before Sunrise〉            | 르로이 카              | 4:16      |
| 9.  | 〈Midnight Blues〉                  | 존 윌리 "시프티" 헨리  | 3:44      |
| 10. | 〈Backwater Blues〉                 | 빅 빌 브룬지           | 7:33      |
| 11. | 〈Sitting on Top of the World〉     | 빈슨, 채트먼           | 3:36      |
| 12. | 〈Tomorrow Night〉                  | 존슨                   | 5:00      |